# عزيز بلال
عزيز بلال (23 أكتوبر 1932، تازة - 23 ماي 1982، شيكاغو) مفكر اقتصادي وباحث أكاديمي مغربي. يعتبر المنظر الإيديولوجي لحزب التقدم والاشتراكية.

## مسيرته
وُلد عزيز بلال بمدينة تازة سنـة 1932 في الحي المحيط بالجامع الكبير والمخصص لسكنى العلمـاء، في دار عريقة بزنقة العالم ابن عبد الجبار، سكنتها بَعده أُسرة البروفسور عبد المجيد بلماحي، ثم محتسـب المدينة الحاج المقري.
كانت دراسته الأولية بتازة؛ والابتدائية والثانوية بوجدة، وتابع دراسته العليا بفرنسا. حاصل على دكتوراه الدولة في العلوم الاقتصادية حول الاستثمار في المغرب، وهي الأطروحة التي حصلت على جائزة جامعة غرينوبل.
عمل بوزارتي التخطيط والعمـل، وشارك في صياغة أول مخطـط مغربي، ثـم مشروع الضمان الاجتماعي. وهو المؤسس لجمعية الاقتصاديين المغاربة.
دَرَّس مادة الاقتصاد السياسي بكلية الدار البيضاء. ويُعد من الأوائل الذين وضعوا أُسـس التعليم الجامعي في ميدان الاقتصاد والاجتماع.
نشر عـدة مؤلفات حول الاقتصاد المغربي. وقد كانت له براعة في التحليل، وانشغالا بقضايا المجتمع، وكان قادرا على تبليغ معنى الفرق بين التنمية والتخلف.
من مناضلي ومؤسسي حزب التقدم والاشتراكية، عضو الديوان السياسي ومستشار بلدي وخليفـة رئيس الجماعة الحضرية لعين الذياب بالدار البيضاء.

## أهم مؤلفاته
- أطروحة الدولة التي نوقشت بجامعة غرينوبل سنة 1965، ونالت جائزة جمعية أصدقاء بجامعة غرينوبل.
- الاستثمار في المغرب (1912-1956) وتعاليمه في التنمية الاقتصادية، أطروحة دكتوراه دولة في العلوم الاقتصادية، الطبعة الأولى دار النشر، موتون، باريس-رهاي، 1968 (والطبعة الثانية والثالثة بدار النشر المغربية 1976-1980).
- التنمية والعوامل غير الاقتصادية، 1980.

ويمكن الاطلاع على أهم مقالات عزيز بلال في كتاب نُشر له بعد وفاته تحت عنوان: (Aziz Belal, Impératifs du Développement national, SMER, Rabat, 1984).

## وفاته
قضي عزيز بلال بشكل مفاجئ وفي ظروف غامضة بتاريخ 23 ماي 1982، حيث توفي بشيكاغو في حريق بفندق "هيلتون"، عندما حضر لتوقيع اتفاقية توأمة بين المدينة الأمريكية وجماعة عين الذئاب بالدارالبيضاء، التي كان مستشارا بها ونائبا لرئيسها، علما أنه اعتذر في البداية عن حضور ذلك الحدث، لتزامنه مع موعد امتحانات نهاية الموسم الجامعي.